# Японский отшельник
Японский отшельник (лат. Osmoderma opicum) — вид жуков из семейства пластинчатоусых (Scarabaeidae).

## Описание
Жук длиной 25—34 мм. Окраска бронзово-бурая, слегка блестящая с пурпурным отливом. Надкрылья в крупных простых (не глазчатых) точках. Переднеспинка с продольной бороздой, без расширения кпереди. Передние голени с тремя зубцами.

## Распространение
Япония, северно-восточная Корея. В России распространён в южном Приморье — на севере до истоков реки Уссури — сёла Варфоломеевка, Анучино.

## Местообитания
Предпочитает преимущественно старые хвойно-широколиственных леса южного Приморья. Лёт в июле- августе. Часто летают днём. Жуки имеют специфический запах.
Личинки развивается в трухлявых и гнилых пнях клёна, дуба и некоторых других деревьев (один экземпляр найден в дупле тиса) Цикл развития 3—4-летний.

## Численность
Количественные учёты не проводились. По косвенным данным имеет место чёткая тенденция к сокращению численности.
Причина снижения численности — массовые вырубки лесов в Приморском крае.

## Замечания по охране
Занесен в Красную книгу России (II категория — сокращающийся в численности вид)
Мероприятия по охране: ограничение вырубки лесов, сохранение старых реликтовых лесных массивов.